# Route nationale 8
Dieser Artikel wurde aufgrund von inhaltlichen Mängeln auf der Qualitätssicherungsseite des WikiProjekts Straßen eingetragen. Dies geschieht, um die Qualität der Artikel aus dem Themengebiet Straßen auf ein akzeptables Niveau zu bringen. Bitte hilf mit, die inhaltlichen Mängel dieses Artikels zu beseitigen, und beteilige dich bitte an der Diskussion!
Die Route nationale 8, kurz N 8 oder RN 8, war eine französische Nationalstraße, die von 1824 bis 2006 von Aix-en-Provence bis Toulon verlief. Sie geht auf die Route impériale 9 zurück. 2006 erfolgte die Herabstufung zur Departementstraße, innerhalb von Marseille als Kommunalsstraße. Ihre Länge betrug 94 Kilometer.

## Streckenführung
| Position | höchste zulässige Gesamtgeschwindigkeit | Fahrbahnen | km | Typ                 | Abschnitt           | Längengrad | Breitengrad |
| -------- | --------------------------------------- | ---------- | -- | ------------------- | ------------------- | ---------- | ----------- |
| 1        | 110                                     | 2          |    | Beginn der Autobahn | A 50 Bonne Nouvelle | 43.1270    | 5.9135      |
| 2        | 110                                     | 2          | 1  | Teil-Anschlußstelle | Avenue Mattio       | 43.1272    | 5.9170      |
| 3        | 110                                     | 2          | 1  | Teil-Anschlußstelle | Avenue 15e Corps    | 43.1273    | 5.9180      |
| 4        | 110                                     | 2          | 2  | Ende in Stadt       | Toulon              | 43.1272    | 5.9187      |